# Seznam tankov prve svetovne vojne
Seznam tankov, ki so sodelovali v prvi svetovni vojni in ki so bili zgrajeni med prvo svetovno vojno.

## Britanskitanki
- Mark I
- Mark II
- Mark III
- Mark IV
- Mark V
- Mark VII
- Mark VIII
- Mark IX
- Medium Mark A Whippet
- Medium Mark B
- Medium Mark C
- Medium Mark D

## Francoskitanki
- Renault FT-17
- St Chamond
- Schneider CA1
- Char 2C

## Nemškitanki
- A7V

## Italijanskitanki
- Fiat 2000

## eksperimentalni tanki
- Flying Elephant
- Carski tank
- LK I
- LK II
- Mark VI
- Mark X
- K Panzerkampfwagen
- Sturmpanzerwagen Oberschlesien
- Holt Gas-Electric Tank
- Steam tank
- Skeleton tank
- Steam Wheel Tank